# Guimaëc
Guimaëc är en kommun i departementet Finistère i regionen Bretagne i västra Frankrike. Kommunen ligger i kantonen Lanmeur som tillhör arrondissementet Morlaix. År 2022 hade Guimaëc 966 invånare.

## Befolkningsutveckling
Antalet invånare i kommunen Guimaëc
Referens:INSEE